# زرکگم
زرکگم (به لاتین: Zerkegem) یک منطقهٔ مسکونی در بلژیک است که در ژبوک واقع شده‌است.